# دهنار (مقاطعة كلاردشت)
دهنار (بالفارسية: دهنار) هي قرية تقع في Kuhestan Rural District في إيران. يقدر عدد سكانها بـ 60 نسمة .